# زمین‌لرزه ۱۳۹۴ هندوکش
زمین‌لرزه هندوکش ۲۰۱۵ (انگلیسی: 2015 Hindu Kush earthquake) زمین‌لرزه‌ای به قدرت ۷٫۵ درجه ریشتر و در عمق ۲۱۰ کیلومتری زمین بود که جنوب آسیا را لرزاند.
کانون این زلزله در ۲۵۰ کیلومتری کابل، در دامنهٔ کوه‌های هندوکش و در عمق ۱۹۶ کیلومتری بوده است. دست‌کم ۱۳۲ نفر در قسمتهای مختلف پاکستان کشته و حدود ۴۰۰ نفر دیگر مصدوم شده‌اند. در افغانستان نیز دست کم ۳۳ نفر کشته شده‌اند.
مرکز وقوع این زمین‌لرزه در ۸۲ کیلومتری جنوب شرقی شهر فیض‌آباد مرکز ولایت بدخشان افغانستان است.
مؤسسه لرزه‌نگاری آمریکا در آغاز بزرگی این زمین‌لرزه را ۷٫۷ ریشتر اعلام کرده‌بود اما پس از بررسی دوباره قدرت آن را ۷٫۵ ریشتر اعلام کرد.
لرزش‌های این زلزله در بیشتر مناطق جنوب آسیا احساس شده و از کابل تا دهلی نو ساختمان‌ها را لرزانده و در برخی مناطق باعث قطع خطوط ارتباطی و برق شده‌است. لرزش زمین در شمال غرب پاکستان و استان پنجاب به‌شدت حس شده و در اسلام آباد، پایتخت پاکستان، نیز مردم با هراس به خیابان‌ها آمده‌اند. این زمین‌لرزه در دهلی نو، پایتخت هند، نیز ساختمان‌ها را به مدت یک دقیقه لرزانده‌است.